# Trzy Korony

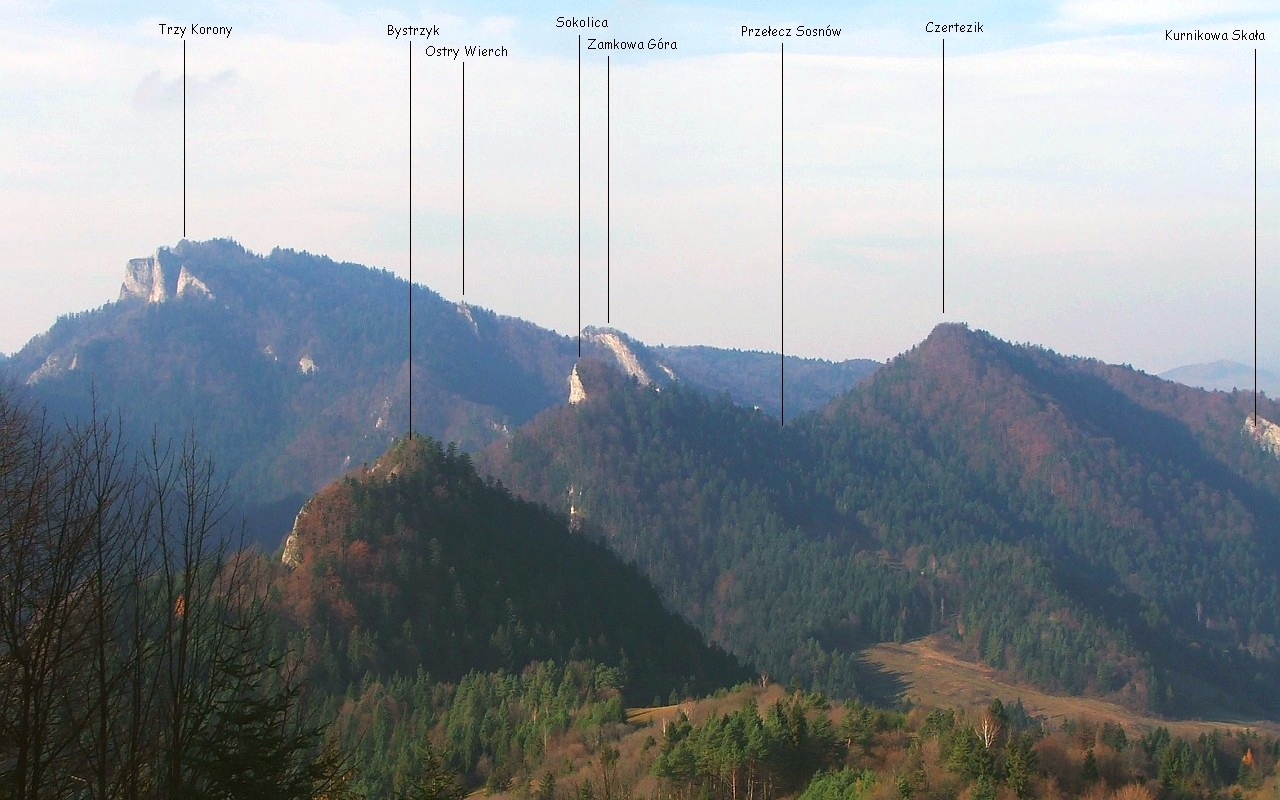
Trzy Korony von der Palenica

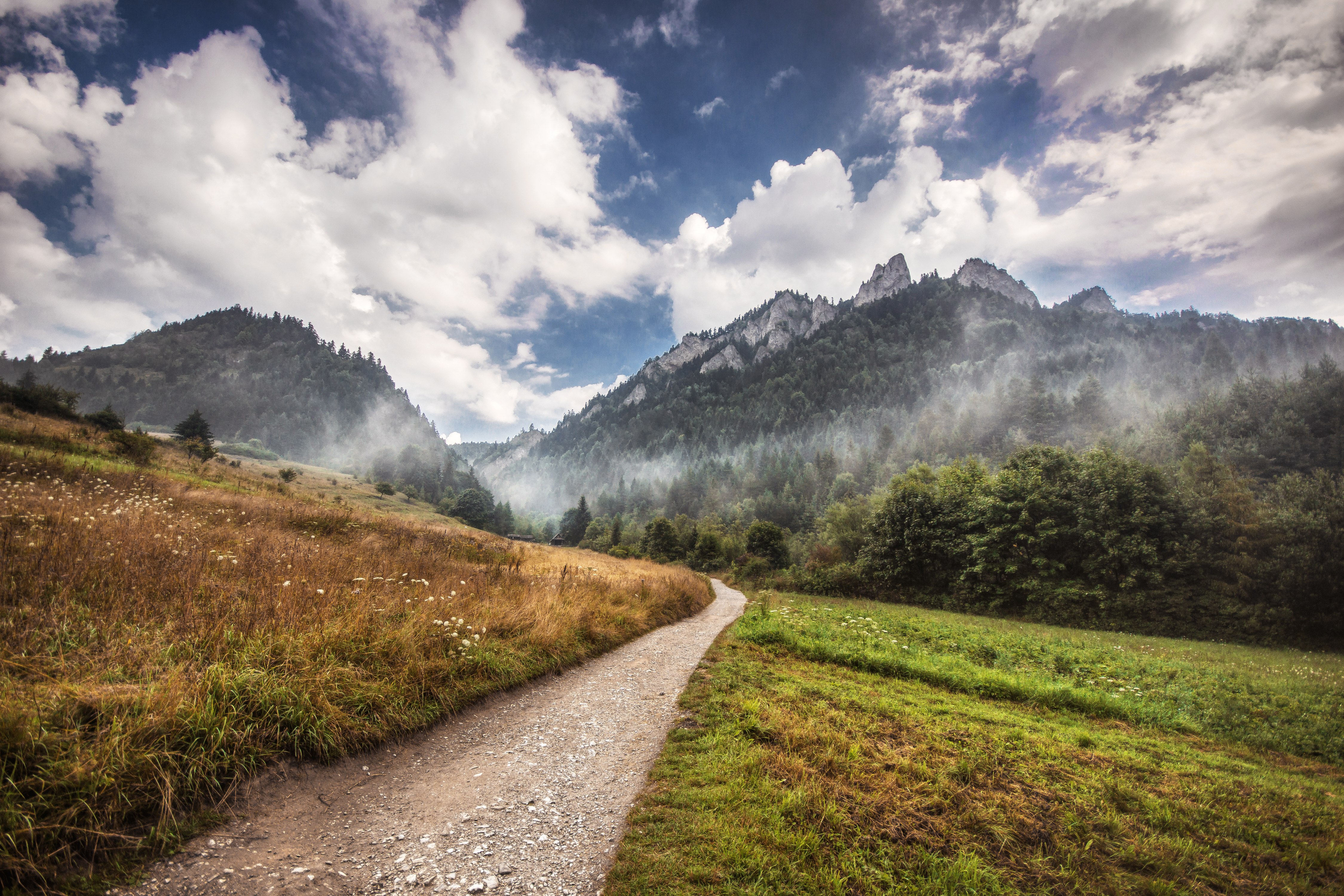
Trzy Korony von der Drei-Kronen-Hütte

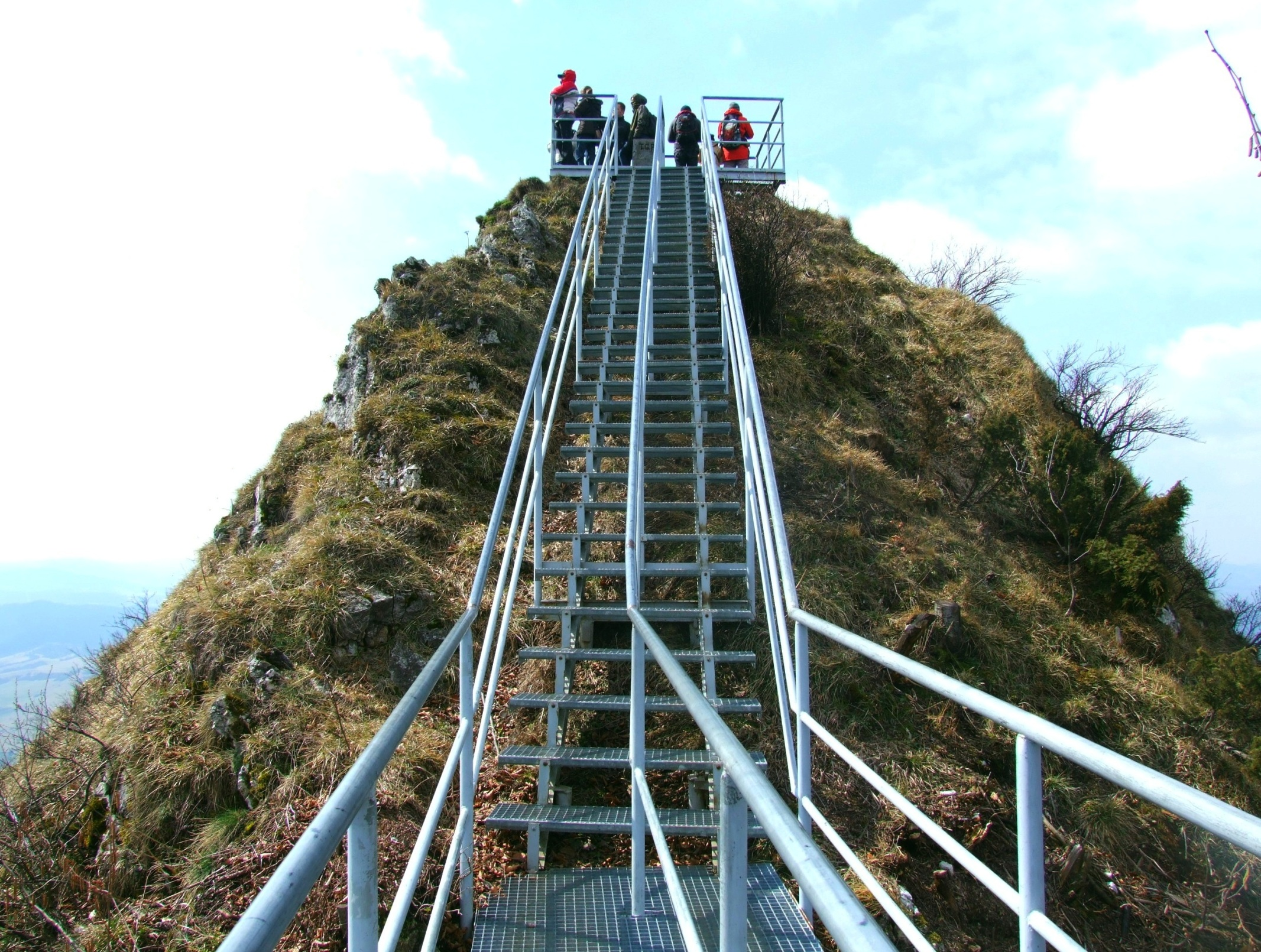
Treppe zur Aussichtsplattform auf der Okrąglica

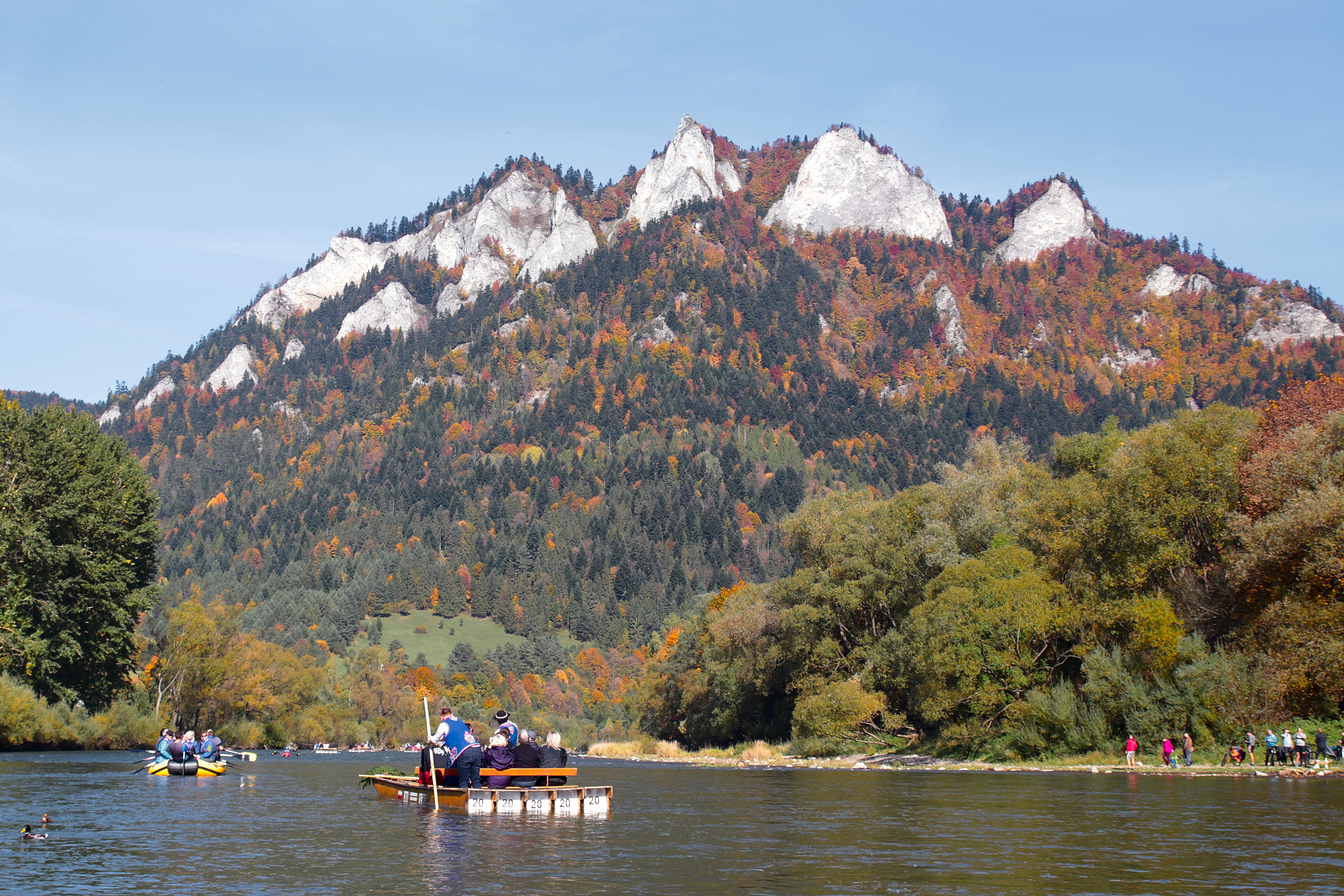
Dunajec mit den Drei Kronen

Trzy Korony (deutsch: Drei Kronen) ist der Name eines Bergs, der zum Drei-Kronen-Massiv und damit zu den polnischen Mittleren Pieninen, einem Gebirgszug der Pieninen, gehört. Mit 982 Meter Höhe liegt der Gipfel ungefähr 500 Meter über dem Tal des Dunajec.

## Lage und Umgebung
Die Trzy Korony liegen im Hauptkamm der Pieninen. Südlich des Gipfels beginnt der Dunajec-Durchbruch, nördlich liegt das Tal der Krośnica. Entgegen ihrem Namen besteht der Gipfel nicht aus drei, sondern aus fünf Felstürmen:
- Okrąglica – 982 m.
- Płaska Skała – 950 m.
- Nad Ogródki – 940 m.
- Pańska Skała – 920 m.
- Niżnia Okrąglica – 902 m.

## Etymologie
Der polnische Name Trzy Korony beziehungsweise der deutsche Namen Drei Kronen kommt von der Form des Gipfels.

## Flora und Fauna
Die Trzy Korony besitzen eine bunte Flora und Fauna. Es treten zahlreiche Pflanzenarten auf, insbesondere alpine Blumen und Gräser auf den zahlreichen Bergwiesen. Diese sind auch bekannt für ihre Schmetterlinge und Salamander. Der Berg liegt in dem Pieninen-Nationalpark.

## Besteigungen
Anders als die Tatra vergletscherten die Pieninen nicht in den letzten Eiszeiten. In den Pieninen gibt es daher menschliche Spuren, die bis in die Altsteinzeit zurückreichen. Es ist durchaus wahrscheinlich, dass bereits zu dieser Zeit die Gipfel bestiegen worden sind, da der Aufstieg nicht besonders schwer ist.

## Tourismus
Die Aussicht von den Trzy Korony gilt neben der Aussicht von der Sokolica als eine der schönsten in den Pieninen. Sie werden daher besonders gerne von Touristen bestiegen. Der Gipfel ist von allen umliegenden Ortschaften leicht auf markierten Wanderwegen erreichbar. Auf dem Hauptgipfel führt eine künstlich angelegte Treppe zur Aussichtsplattform.

### Routen zum Gipfel
Markierte Routen zum Gipfel führen von Szczawnica, Krościenko nad Dunajcem, Sromowce Niżne, Sromowce Wyżne und Czorsztyn:
- ▬ der blau markierte Kammweg von Czorsztyn über die Czorsztyner Pieninen und den Bergpass Przełęcz Szopka auf den Gipfel der Trzy Korony und weiter in die Pieninki und hinab zum Fluss Dunajec zur Überfahrt Nowy Przewóz nach Szczawnica.
- ▬ ein gelb markierter Wanderweg von Krościenko nad Dunajcem auf den Gipfel Bajków Groń und den Bergpass Przełęcz Szopka und dort über den blau markierten Kammweg auf den Gipfel der Trzy Korony.
- ▬ ein gelb markierter Wanderweg von der Schutzhütte Drei-Kronen-Hütte in Sromowce Niżne am Dunajec über die Schlucht Wąwóz Szopczański auf den Bergpass Przełęcz Szopka und dort über den blau markierten Kammweg auf den Gipfel der Trzy Korony.
- ▬ ein grün markierter Wanderweg von Krościenko nad Dunajcem über die Kapelle Kapliczka św. Kingi auf den Bergpass Przełęcz Sosnów und dort über den blau markierten Kammweg auf den Gipfel der Trzy Korony.
- ▬ ein rot markierter Wanderweg von Sromowce Wyżne auf den Bergpass Przełęcz Trzy Kopce und dort über den blau markierten Kammweg auf den Gipfel der Trzy Korony.
- ▬ ein grün markierter Wanderweg von der Drei-Kronen-Hütte auf den Wyżni Łazek und die Alm Polana Kosarzyska und dort über den blau markierten Kammweg auf den Gipfel der Trzy Korony.

## Panorama

Panorama vom Gipfel Richtung Westen